# Jean Pütz

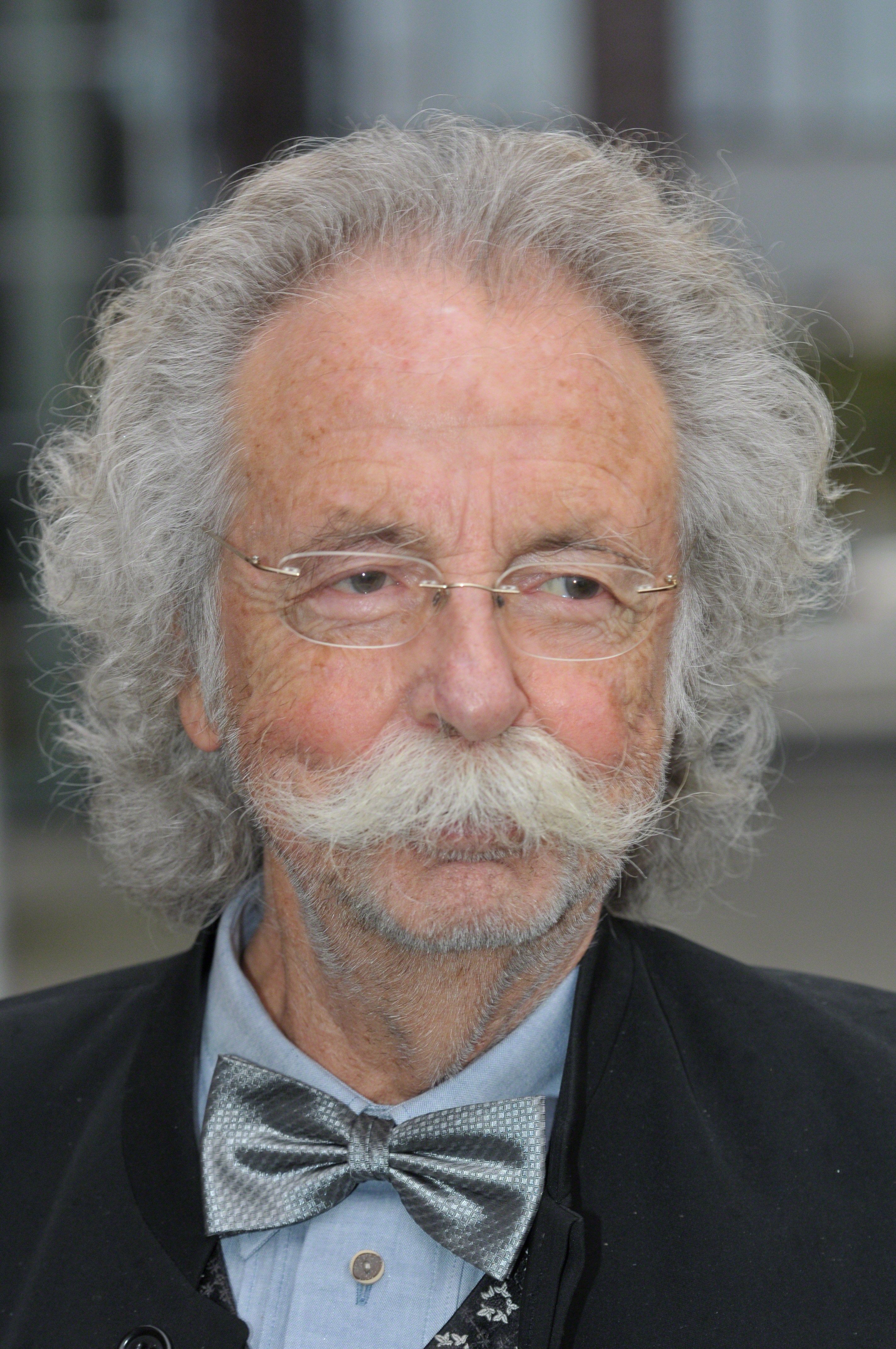
Jean Pütz (2013)

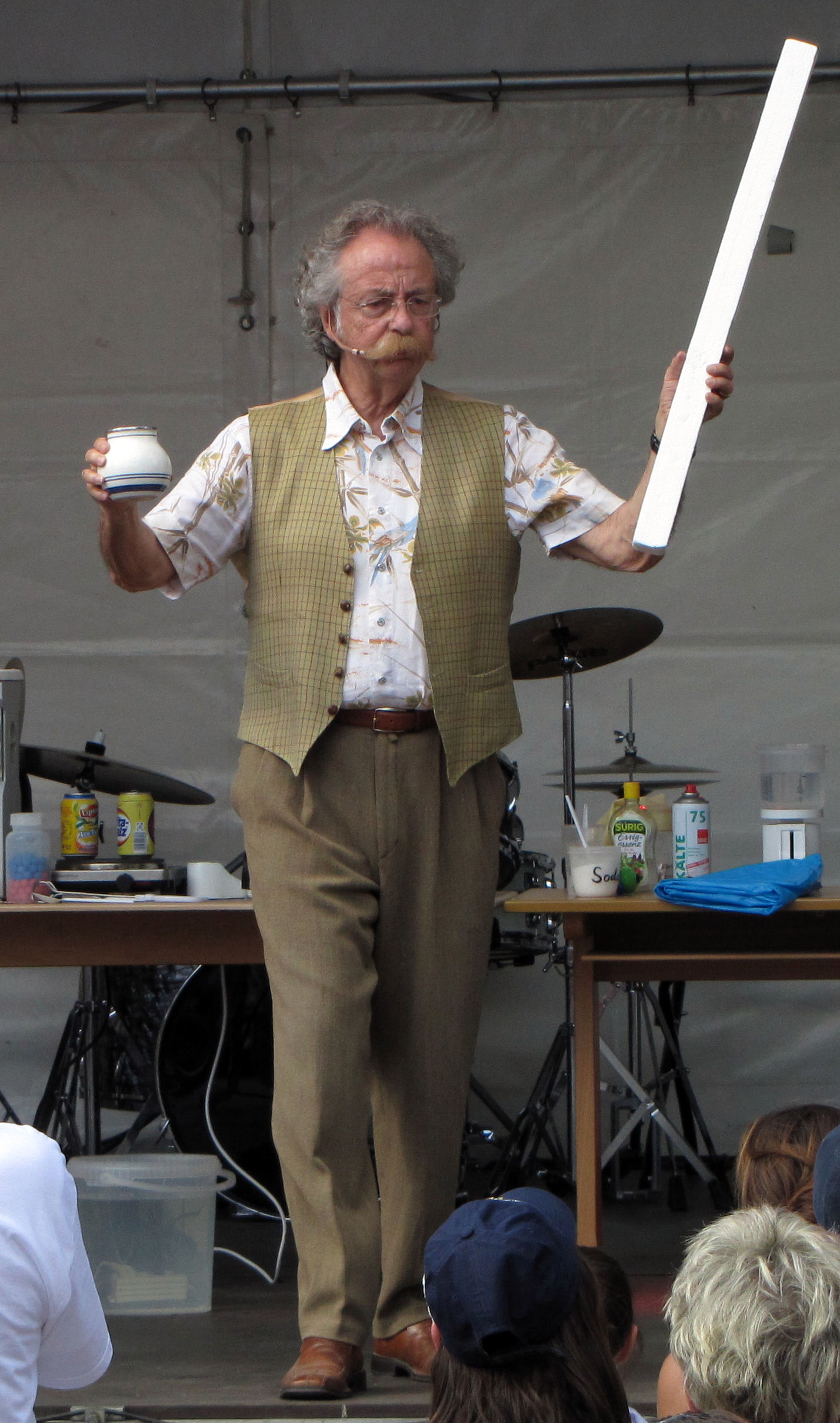
Jean Pütz bei einer Veranstaltung zur Eröffnung des Geysir-Erlebniszentrums in Andernach (2009)

Jean Pütz (* 21. September 1936 in Köln) ist ein deutsch-luxemburgischer Wissenschaftsjournalist und Fernsehmoderator.

## Leben
Jean Pütz wurde als Sohn eines Deutschen und einer Luxemburgerin geboren und hat zwei jüngere Geschwister. Seine Kindheit und Jugend verbrachte Jean Pütz in Luxemburg, in Remich und Luxemburg-Stadt, wo er auch die Primair- und Oberprimairschule (Grund- und Hauptschule) besuchte.
Nach einer abgeschlossenen Ausbildung zum Elektromechaniker an der École des arts et métiers du Luxembourg arbeitete er ein Jahr als Betriebselektriker im Luxemburger Eisenhüttenwerk (Arbed-Belval, Esch-sur-Alzette). 1955 wechselte er nach einer abgeschlossenen Aufnahmeprüfung für Sonderbegabte auf die damalige staatliche Nikolaus-August-Otto-Ingenieurschule (heute Technische Hochschule Köln), an der er 1959 das Studium als Ingenieur der Nachrichtentechnik abschloss. Danach holte er im zweiten Bildungsweg das Abitur nach und studierte Physik und Mathematik für das Lehramt der Sekundarstufe II, welches er 1964 mit dem I. und 1967 mit dem II. Staatsexamen abschloss. Parallel zur zweijährigen Referendarzeit studierte Pütz noch Soziologie und Volkswirtschaft. Als Studienrat unterrichtete er Mathematik, Physik und Elektronik.
Jean Pütz ist seit 2004 in dritter Ehe verheiratet. Er hat einen Sohn aus erster Ehe, Jörn Pütz (* 1959), Professor für Biochemie an der Universität Straßburg und Forscher am CNRS, sowie einen Sohn (* 1999) und eine Tochter (* 2010) mit der dritten Ehefrau, Pina Coluccia, die auch zwei eigene Kinder in die Ehe mitgebracht hat. Er ist Gründungsinitiator der neuen Waldorfschule Düsseldorf im Stadtteil Angermund. Pütz lebt in Heiligenhaus.

## Karriere als Journalist und Moderator
Von 1970 bis 2001 war Jean Pütz festangestellter Redakteur beim Westdeutschen Rundfunk, bei dem er schon bald die Redaktion Naturwissenschaft und Technik leitete. Er moderierte die Sendungen Einführung in die Elektronik (ab 1972), Die Welt des Schalls (1973) und später die Wissenschaftsshow. Bekannt wurde er mit der Sendereihe Hobbythek, auch mit den Umweltmagazinen Dschungel und Globus, die mittlerweile eingestellt wurden.
Nach Erreichen des Rentenalters mit 65 Jahren betreute Pütz drei weitere Jahre seine Sendungen als freier Mitarbeiter. Am 29. Dezember 2004 wurde er im Rahmen einer Sondersendung beim WDR verabschiedet.
Ab dem 10. Januar 2005 war Pütz im ZDF-Vormittagsmagazin Volle Kanne – Service täglich zu sehen, in welcher er u. a. Tipps und Tricks bei Alltagsproblemen aus seiner Hobbywerkstatt gab. Zudem war er ab Mai 2007 für den Sender TechniTipp-TV des Unternehmens TechniSat mit der Sendung TechniThek tätig, bei der er – wie bei der Hobbythek – den Zuschauern Zusammenhänge aus den Bereichen Technik und Medien erklärte.
Seit Januar 2007 tourt Jean Pütz mit der Pützmunter-Show durchs In- und Ausland. Dabei präsentiert er naturwissenschaftliche Experimente auf öffentlichen und privaten Veranstaltungen. Außerdem präsentiert Pütz die Pützmunter-Energie-Show sowie die Pützmunter-Koch-Show.
Pütz hatte gelegentliche Auftritte als Pierre M. Krauses fiktiver Nachbar in dessen Sendung Es geht um mein Leben!.
Für seine journalistische Tätigkeit hat Pütz zahlreiche Preise erhalten. Er ist Gründungsmitglied der Wissenschafts-Pressekonferenz (WPK) und war von 1990 bis 2003 Vorsitzender des WPK-Vorstandes. Darüber hinaus ist er als Autor tätig, er hat in den letzten 30 Jahren rund 80 Bücher veröffentlicht. Er ist Mitglied im Kuratorium der Junge Presse NRW e. V.

## Filmografie
Jean Pütz ist neben seinen Arbeiten als Journalist und Moderator auch als Synchronsprecher tätig.

### Synchronsprecher
- 2003: Findet Nemo … als Herr Rochen (für Bob Peterson)
- 2009: Nachts im Museum 2 … als Albert Einstein (für Eugene Levy)

### Darsteller
- 2019: Cleo … als Albert Einstein

## Sonstiges
Langjährig engagiert sich Jean Pütz als Pate für die NRW-Stiftung Natur-Heimat-Kultur, auch als Kuratoriumsmitglied. Sein Patenprojekt ist das Perlenbach- und Fuhrtsbachtal bei Monschau. Pütz engagiert sich zudem als KinderHerz-Botschafter bei der Stiftung KinderHerz.
Pütz hat zahlreiche naturverbundene Haushaltsprodukte entwickelt, beispielsweise ein Terpentin-Gemisch, das aus Orangenöl gewonnen wird, natürliche Zahnpasten oder Süßstoffe. Diverse Produkte aus der Hobbythek werden unter seinem Namen vermarktet. 
Seit dem 21. September 2007 ist Pütz Aufsichtsratsmitglied bei der G Data CyberDefense AG.
Jean Pütz ist im Beirat des Verbandes der Feuerwehr NRW.
Ab Juli 2008 machte Pütz Fernsehwerbung für den Milchreis von Müller-Milch. Im Bundestagswahlkampf 2009 engagierte er sich für die Initiative Schwarz-Gelb, die dafür warb, mit der Zweitstimme die FDP zu wählen.
Seit April 2015 schreibt Pütz eine exklusive Kolumne für das deutschlandweite Sanitätshaus-Aktuell-Magazin. Ausgewählte Kolumnen erscheinen mit zeitlicher Verzögerung zusätzlich in der Online-Ausgabe des Magazins.
Im Frühjahr 2021 erschien ein Interview mit Jean Pütz im Sammelband „Unser Corona-Jahr – Wie Rheinländer die Pandemie erleben“, in dem er Stellung zu den damals gültigen Corona-Maßnahmen und den Diskussionen um die Corona-Schutzimpfung bezieht.

## Autobiografie
- „Ich hab’ da mal was vorbereitet“. Ein Glückspilz packt aus. Meine Biografie. Finanzbuch, München 2017, ISBN 978-3-95972-090-8.

## Ehrungen
- 2018: Offizier des Verdienstordens des Großherzogtums Luxemburg[18]
- 2018: Kulturpreis der Eduard Rhein Stiftung für sein Lebenswerk als Wissenschaftsjournalist[19]
- 2020: Verdienstkreuz am Bande des Verdienstordens der Bundesrepublik Deutschland, 2020, für seine jahrzehntelange Arbeit im wissenschaftlich-publizistischen Bereich[20]

## Veröffentlichungen
- Jean Pütz, Horst Minge: Das goldene Buch. Das Beste aus 30 Jahren Hobbythek. vgs, Köln 2004, ISBN 3-8025-6232-1.
- Jean Pütz: Bauchtanz. Lebenselixier aus dem Orient. Tänze und Genüsse aus 1001 Nacht. vgs, Köln 2003, ISBN 3-8025-6231-3.
- Jean Pütz: Gesunder Rücken. vgs, Köln 2003, ISBN 3-8025-6229-1
- Jean Pütz: Leben mit Allergien. Wege aus dem Irrgarten. vgs, Köln 2003, ISBN 3-8025-1545-5
- Jean Pütz, Monika Kirschner: Lebenselixiere aus Deutschland. Wilde Pflanzen. vgs, Köln 2002, ISBN 3-8025-6228-3.
- Jean Pütz, Sabine Fricke, Ellen Norten: Liebeslust und Liebesleid. Intimbereich ohne Tabus. vgs, Köln 2002, ISBN 3-8025-6227-5.
- Jean Pütz, Heinz Gollhardt: Das Wissen der Hobbythek von A-Z. Gesund durchs Leben. vgs, Köln 2001, ISBN 3-8025-6226-7.
- Jean Pütz, Jan I. Lelley: Lebenselixier Pilze. Vitalisierend, gesund, heilend, potenzsteigernd. vgs, Köln 2001, ISBN 3-8025-6224-0.
- Jean Pütz, Ellen Norten: Mund, Nase & Ohren. Nie wieder Mundgeruch, Schnupfen schnell behoben, Schluss mit Ohrenekzemen u.v.m. vgs, Köln 2001, ISBN 3-8025-6223-2.
- Jean Pütz, Monika Kirschner: Ayurveda – Lebenselixiere aus Indien. Heilende Gewürze – typgerechte Küche – entspannende Massagen – individuelle Körperpflege. vgs, Köln 2000, ISBN 3-8025-6221-6.
- Jean Pütz, Sabine Fricke, Monika Pohl: Besser schlafen. Sanfte Wege zu einer erholsamen Nacht. vgs, Köln 2000, ISBN 3-8025-6222-4.
- Jean Pütz: Gesundes Wohnen. Natürliche Lebensqualität in den eigenen vier Wänden. vgs, Köln 2000, ISBN 3-8025-6220-8.
- Jean Pütz, Christine Niklas: Natürliche Kosmetik selbstgemacht – die sanfte Alternative. Einfache Rezepte und praktische Tipps. vgs, Köln 2000, ISBN 3-8025-1444-0.
- Jean Pütz, Kordula Werner, Marcus Werner: Das Hobbythekbuch vom Trinken. Gesundheit Schluck für Schluck. vgs, Köln 1999, ISBN 3-8025-6217-8.
- Jean Pütz, Ellen Norten: Mit der Hobbythek gesund durchs Jahr. vgs, Köln 1999, ISBN 3-8025-6218-6.
- Jean Pütz, Ellen Norten, Monika Pohl: Rund ums Haar. Schöner, voller, mehr. vgs, Köln 1999, ISBN 3-8025-6216-X.